# 阿特朗航空
阿特朗航空（俄语：ООО «Атран»）是一家总部位于莫斯科的俄罗斯货运航空公司，其主要营运范围是欧洲、俄罗斯和一些独联体国家。阿特朗航空的枢纽机场是莫斯科多莫傑多沃國際機場。